# Royal Golf Club
De Royal Golf Club is een golfclub in Bahrein.
De golfclub ligt in Riffa Views, de eerste 'gated community' van het koninkrijk. Deze ligt op 20 kilometer afstand van de hoofdstad Manamah. De club werd in 1999 geopend, in 2008 werd de golfbaan door Colin Montgomerie grondig veranderd en in januari 2009 heropend. De baan toont een combinatie van een golvende woestijn en aangelegde meren. Daarnaast is er een korte 9 holesbaan, de Wee Monty. Negen holes van de grote baan en de gehele kleine baan kunnen 's avonds verlicht worden.
De par is 72. Op 28 januari 2011 werd het baanrecord door Johan Edfors gevestigd op 64 (-8), drie dagen later werd het door Richard Finch gebroken, hij scoorde 63 (-9).
De club beschikt over Engelse professionals.

## Toernooien
- Pan Arab Golf Championship: 2000, 2004
- Faldo Series Asia's Middle East Championship: jaarlijks sinds 2009
- King Hamad Trophy: jaarlijks sinds 2008
- Volvo Golf Champions: eerste editie in 2011. Na het Open in Abu Dhabi, Dubai en Qatar is dit het vierde toernooi van de Europese PGA Tour in het Midden-Oosten. De organisatie is in handen van IMG. Aansluitend wordt de finale van het Wereldkampioenschap Amateurs gespeeld.